# Christleton
Christleton is een civil parish in het bestuurlijke gebied Cheshire West and Chester, in het Engelse graafschap Cheshire met 2053 inwoners.

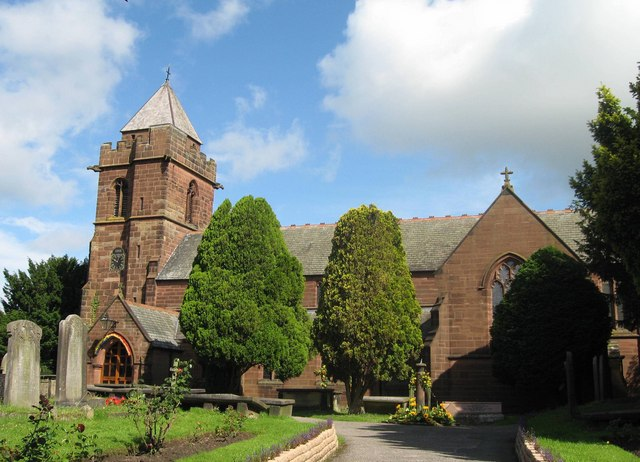
Kerk van St James